# Christine Nunn
Pour les articles homonymes, voir Nunn.
Christine Nunn, née le 4 avril 1991 à Canberra, est une joueuse professionnelle de squash représentant l'Australie. Elle atteint en juillet 2016 la 36e place mondiale, son meilleur classement.
Elle est championne d'Australie en 2018.

## Palmarès

### Titres
- Championnats d'Australie : 2018